# Avventure di un ragazzo
Avventure di un ragazzo è un romanzo d'avventura scritto da Jules Verne nel 1891 e pubblicato per la prima volta due anni dopo; esso descrive le vicende occorse ad un giovane orfano in Irlanda. La storia, ispirata alla letteratura inglese, è un chiaro omaggio alle opere di Charles Dickens.

## Trama
Siamo nel 1875 e P'tit è un bambino abbandonato dalla madre. Raccolto in un primo momento da un burattinaio, che non esita a frustarlo quando chiede qualcosa da mangiare; in seguito entra in un ricovero a Donegal per poi passare nelle mani di un ubriacone; solo la sorella adottiva Sissy, in realtà Cecilie, di diversi anni più grande è buona e gentile con lui. Tutto ciò prima che dei benefattori lo raccolgano e gli trovino un posto in un orfanotrofio (la Ragged School) di Galway. Qui conosce Grip, un adolescente che lo prende sotto la sua ala protettrice.
Deve però vedersela con lo spietato direttore O'Bodkin e coi propri compagni, nella maggior parte dei casi dei giovani violenti guidati dal teppista Carker. Dopo che un incendio distrugge la scuola viene accolto da una giovane attrice stravagante, la quale però dopo aver usato il trovatello come il proprio giocattolo personale (lo veste come una bambola e lo presenta così abbigliato al suo pubblico) si stanca presto di lui e se ne sbarazza.
Una famiglia di agricoltori lo adotta, e qui trascorre quattro anni felici e in serenità con essa, custodendo le pecore e portando il proprio aiuto in tutte le attività di che è capace svolgere; ma se ne vede separato bruscamente dopo lo sgombero brutale della fattoria a causa del mancato pagamento dell'affitto (a seguito di un cattivo raccolto e della pessima stagione trascorsa). Il sogno di P'tit è quello di riuscire a diventare un giorno un importante mercante e, dopo un breve soggiorno con l'arrogante Ashton al castello Trelingar (dove soffre le molestie dello stupido figlio del conte), si mette in società con Bob, un bambino vagabondo della sua stessa età che ha salvato dall'annegamento.
Dopo tre mesi di viaggio facendo i venditori ambulanti i due raggiungono assieme Dublino; qui P'tit incontra Grip divenuto marinaio che gli consiglia di mettersi in mare come lui; intanto però con i soldi messi da parte riescono ad affittare una stanza nella zona popolare della città. Si mettono a lavorare in un piccolo bazar (il Little Boy & Co) specializzato in giocattoli ed un po' alla volta riescono a farsi una clientela affezionata, facendo vendere più merci al proprietario; lo spaccio velocemente diviene un'azienda di successo.
P'tit aiuta anche Kat, la giovane cameriera e lavandaia al castello del conte, l'unica che gli aveva reso allora il tempo sopportabile, a trovar un posto di lavoro come governante in città
Consigliato dal proprietario del bazar, P'tit compra il carico di alimentari di una nave, che gli permette di rivendere poi ai negozi con un certo guadagno. Il successo finalmente raggiunto non gli fa però dimenticare coloro che hanno contribuito al suo bene durante i tempi più difficoltosi della vita: ritrova la famiglia di contadini con cui aveva abitato per anni, i McCarthy, permette la riunione dei componenti che s'erano dispersi (emigrati temporaneamente in Australia) e offre loro i soldi necessari per poter ricomprare la loro vecchia azienda agricola.
Prende inoltre come socio d'affari l'amico di scuola Grip e lo fa sposare con Sissy, divenuta nel frattempo cassiera del bazar: a sedici anni P'tit ha raggiunto una posizione invidiabile ma il finale suggerisce che andrà avanti nella ricerca per la realizzazione di tutti i propri sogni d'infanzia.

## Illustrazioni del romanzo

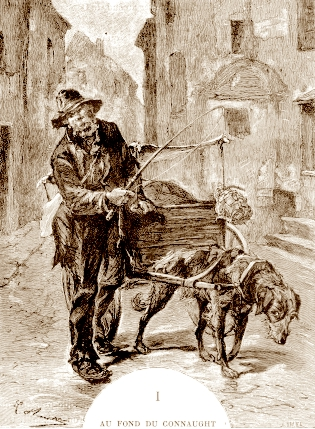
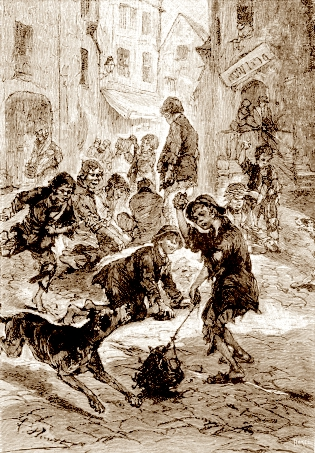
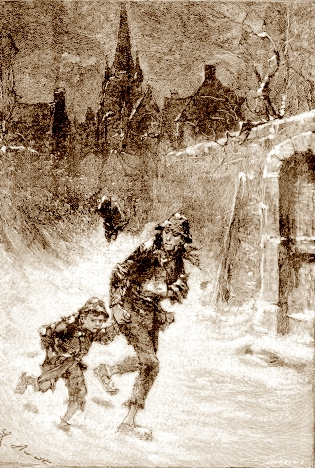
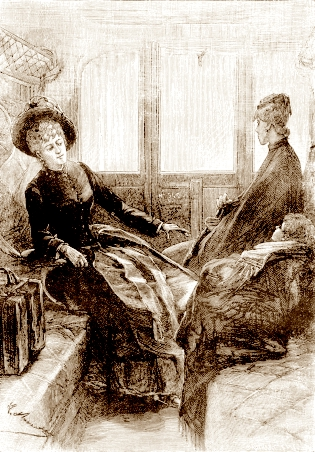
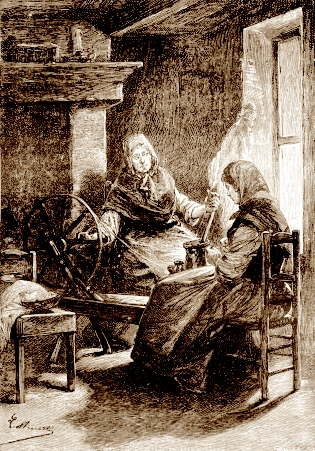
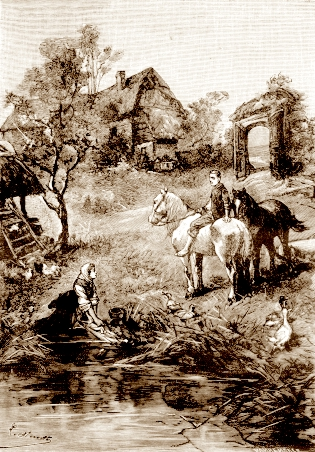
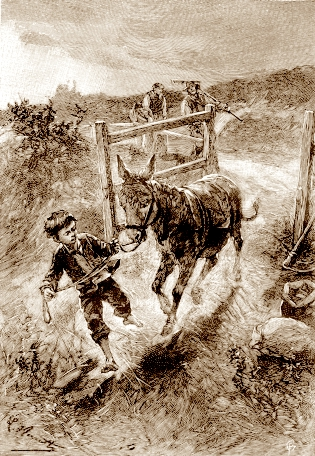
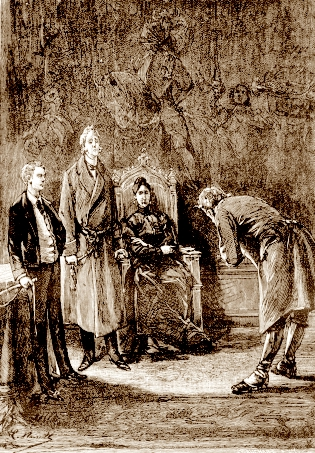